# Charles Michael Davis
Pour les articles homonymes, voir Davis.
Charles Michael Davis, né le 1er décembre 1984 à Dayton dans l'Ohio est un acteur, réalisateur et mannequin américain. 
Il est surtout connu pour avoir tenu le rôle de Marcel Gerard dans la série télévisée The Originals de 2013 à 2018 et le rôle de Zane Anders dans la série télévisée Younger depuis 2017.

## Biographie

### Jeunesse et formation
Né à Dayton dans l'Ohio, Charles est afro-américain par son père et philippin par sa mère. Son père Charles Davis, vient du Kentucky et sa mère Marina Davis, vient de Manille. 

### Carrière
Charles a lancé sa carrière dans le mannequinat ainsi qu'en jouant dans des publicités. En 2005, il lance sa carrière d'acteur en jouant dans de nombreuses séries ; Phénomène Raven, Noah's Arc ou encore Switched. Entre 2011 et 2012, il est apparu dans plusieurs épisodes de la série The Game.
En 2013, il rejoint la série télévisée médicale Grey's Anatomy, créée par Shonda Rhimes lors de la neuvième saison dans le rôle récurrent du Dr. Jason Myers aux côtés de Camilla Luddington et Justin Chambers,.
En février 2013, il a été annoncé qu'il allait incarner Marcellus « Marcel » Gerrard, l'un des personnages principaux dans le spin-off de Vampire Diaries, The Originals, créée par Julie Plec. La série est diffusée sur la chaîne américaine The CW du 3 octobre 2013 au 1er août 2018.
Depuis 2017, il interprète le rôle principal de Zane Anders dans la série télévisée américaine Younger, créée par Darren Star,. La série est diffusée depuis le 31 mars 2015 sur la chaîne TV Land avec Hilary Duff, Sutton Foster, Peter Hermann, Nico Tortorella, Miriam Shor et Debi Mazar.
En 2018, il joue dans le téléfilm Nuits blanches à Noël de Phil Traill avec Odette Annable et Dave Annable et fait une apparition dans la série Jane the Virgin le temps d'un épisode dans la saison 4 aux côtés de Justin Baldoni et Yael Grobglas. 
En 2019, il retrouve la productrice Shonda Rhimes dans sa nouvelle série télévisée, For the People, créée par Paul William Davies lors de la deuxième et dernière saison dans le rôle récurrent de Ted, aux côtés de Britt Robertson et Ben Shenkman. Le 9 mai 2019, ABC annule la série après deux saisons.
La même année, il rejoint la série télévisée américaine, Chicago P.D., lors de la sixième saison dans le rôle récurrent de Blair Williams aux côtés de Marina Squerciati et Jason Beghe.
En 2019, il joue dans le téléfilm Same Time, Next Christmas de Stephen Herek aux côtés de Lea Michele et Bryan Greenberg,.
Le 5 février 2020, il a été annoncé qu'il rejoint le casting principal de la série NCIS : Nouvelle-Orléans dans le rôle de Quentin Carter.

### Vie privée
Charles a été en couple avec la danseuse et chorégraphe, Katrina Amato. Le 19 septembre 2014, il a déclaré qu'il était célibataire.

## Filmographie

### Cinéma
- 2009 : Thanksgiving Seconds de Stephanie Storey (en) : Les (court-métrage)
- 2010 : Night and Day de James Mangold : Hicks
- 2013 : The Proposal de Justin Baldoni : Charles (court-métrage)
- 2014 : The Learning Curve : Frank (court-métrage)
- 2015 : Battle Scars de Danny Buday (en) : Ramirez

### Télévision

#### Séries Télévisées
- 2005 : Noah's Arc (1 épisode)
- 2005 : Phénomène Raven : Trevor (1 épisode)
- 2011 : Switched : Liam Lupo (4 épisodes)
- 2011-2012 : The Game : Kwan Kirkland (5 épisodes)
- 2013 : Grey's Anatomy : Dr. Jason Myers (rôle récurrent, saison 9 - 7 épisodes)
- 2013 : The Client List : Ben Dalton (2 épisodes)
- 2013 : Vampire Diaries : Marcellus « Marcel » Gerrard (saison 4, épisode 20)
- 2013-2018 : The Originals : Marcellus « Marcel » Gerrard (rôle principal - saisons 1 à 5)
- 2017-2021 : Younger : Zane Anders (rôle récurrent saison 4, principal depuis la saison 5 - 27 épisodes)
- 2018 : Z Nation : Talker Rioter (saison 5, épisode 10)
- 2018 : Jane the Virgin : Jeffrey Mullins (saison 4, épisode 9)[12]
- 2019 : Chicago P.D. : Blair Williams (rôle récurrent saison 6, épisodes 14, 16, 17, 18 et 19)
- 2019 : For the People : Ted (rôle principal saison 2 - 10 épisodes)
- 2020-2021: NCIS : Nouvelle-Orléans : Quentin Carter (rôle principal saison 6 et 7)
- 2022 : Legacies : Marcellus « Marcel » Gerrard (saison 4, épisode 15)

#### Téléfilms
- 2015 : Ur in Analysis : Mike
- 2018 : Nuits blanches à Noël de Phil Traill : Josh Wright
- 2019 : Same Time, Next Christmas de Stephen Herek : Jeff Williams

## Voix françaises
Namakan Koné est la voix française ayant le plus doublé Charles Michael Davis.
- Namakan Koné dans :
  - Vampire Diaries (série télévisée)
  - The Originals (série télévisée)
  - Younger (série télévisée)
  - NCIS : Nouvelle-Orléans (série télévisée)
  - Legacies (série télévisée)
- Diouc Koma dans :
  - Grey's Anatomy (série télévisée)
  - Chicago P.D. (série télévisée)
  - For the People (série télévisée)
  - Nuits blanches à Noël (téléfilm)